# Trenza

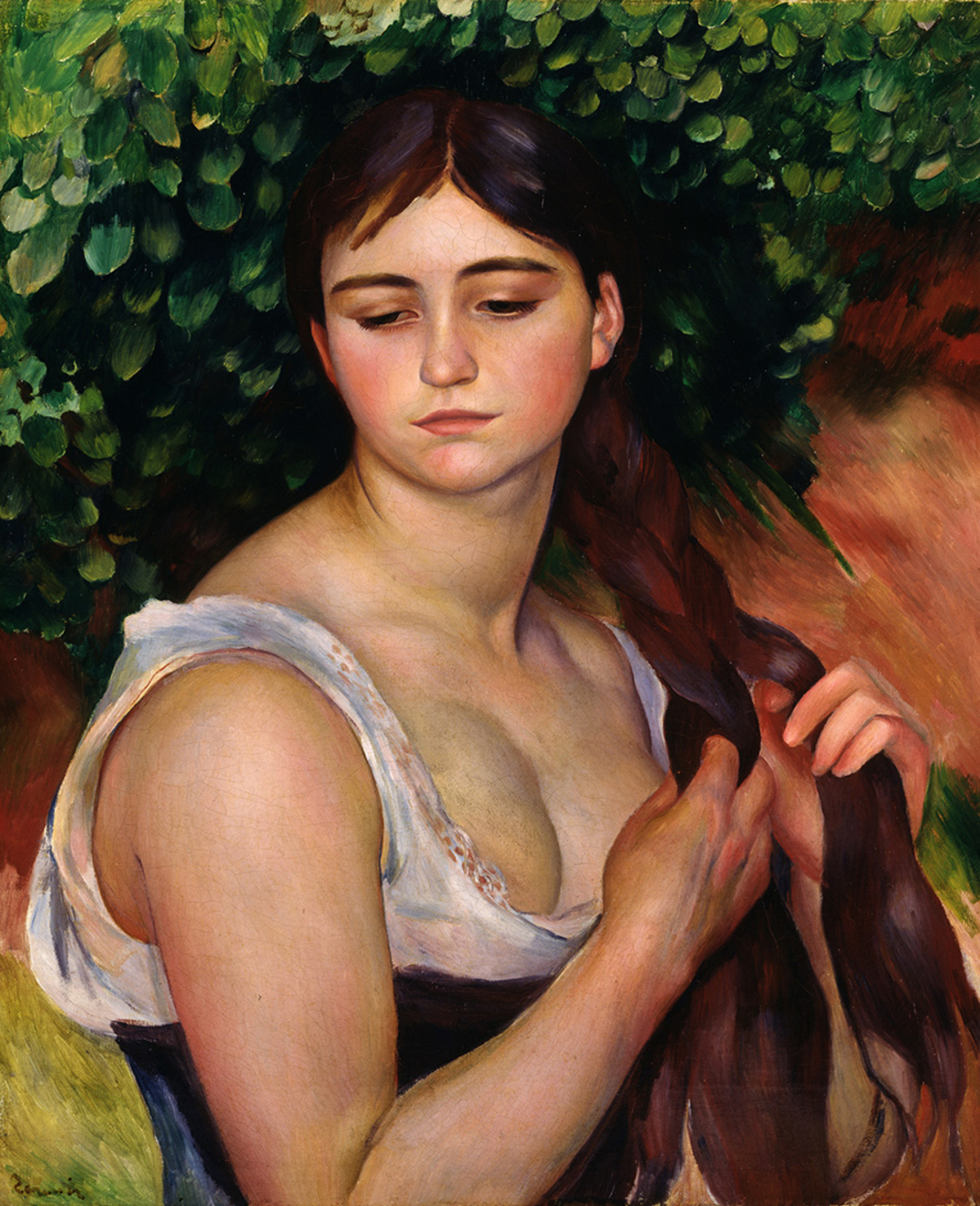
La Trenza por Auguste Renoir.

Una trenza es un tipo de estructura o patrón que se caracteriza por entrecruzar dos o más tiras de algún material fácilmente manipulable o flexible como alambre, material textil o cabello. Su significado es más relacionado con la aplicación de estos patrones al cabello humano, convirtiéndolas también en un tipo de peinado.

## Aplicaciones

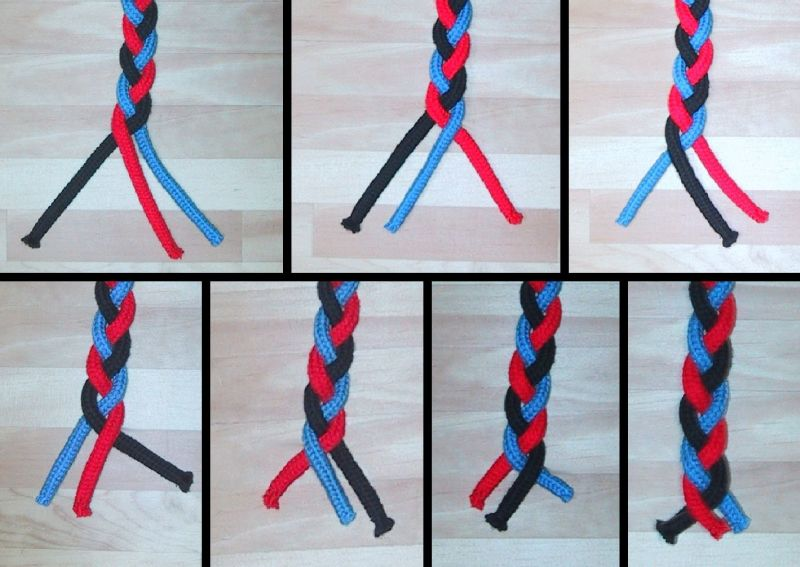
Patrón de una trenza de tres tiras.

La trenza es muy utilizada en la fabricación de cuerdas y sogas de alpinismo, a pesar de que la forma más comercial de encontrar una cuerda es el retorcido (dos tiras de hilos que son retorcidas con fuerza). En la electrónica, una trenza se refiere a un conjunto de cables en donde un alambre central es rodeado de otros para prevenir la interferencia electromagnética. Se presenta una red trenzada alrededor del aislante en los cables coaxiales.
Las trenzas son frecuentemente utilizadas en la peletería como métodos de costura o acabados. Regularmente se utilizan finas tiras de cuero crudo para marcar los bordes de un trabajo en piel o para que éstas actúen como cosido de dos pliegos de piel o como bordado. Este tipo de trabajos es frecuentemente encontrado en cinturones, riendas y fundas. En la confección de vestimentas, las trenzas son utilizadas como un detalle en la ropa fromal y ropa militar que dan un acento elegante. Aparte de lo ya mencionado, las trenzas son un elemento de belleza, podemos trenzar el cabello de diversas maneras. Pero existen algunas personas a las cuales se les hace muy complicado hacer trenzas cuando en realidad es algo muy sencillo de hacer, aparte de que te hacen lucir muy linda y elegante.
Las trenzas son utilizadas para definir la crin de un caballo y mejorar su aspecto visual.

## Aplicaciones estéticas
La más notable aplicación estética de las trenzas es en el diseño de peinados. La trenza es un peinado considerado como simple y elegante porque no requiere de productos químicos y presenta un resultado versátil. Existen varios tipos de trenza, pero existen otros dos tipos además de la básica, la trenza francesa y la trenza holandesa.
- Trenza convencional: se refiere específicamente al patrón de tres tiras de cabello que forman una  línea de tejidos en forma de V.

- Trenza francesa: es un peinado popular que a diferencia de la trenza convencional, utiliza pequeñas tiras de cabello que tienen un inicio muy cerca del cráneo, agregando más cabello a la trenza cuando se avanza hacia abajo. La trenza francesa es un elemento común en los peinados de salón, normalmente utilizado para acompañar otros peinados que requieren un cabello recogido como moños y bollos.
- Trenza mexicana: también llamada corona de trenza, se caracteriza por realizar una trenza de cada lado de la cabeza y después unirlas hacia arriba en forma de tiara. Un personaje famoso por utilizar siempre este peinado fue la pintora mexicana Frida Kahlo.

- Trenza holandesa: también llamada trenza francesa invertida, es un tipo de trenza en la que se crean patrones de tejidos que forman una trenza convencional invertida y se crea cuando las secciones de pelo se cruzan una debajo de otra, en vez de por encima como se hace en la trenza convencional y la trenza francesa.

- Trenza africana: Se requieren cuatro o cinco mechones. Conocida a menudo también como trenza cosida, es un estilo tradicional africano donde se trenza el cabello muy cerca del cuero cabelludo. Estas trenzas son a menudo realizadas, en líneas simples y rectas, pero también se pueden formar diseños geométricos y curvilíneos. (A diferencia de las anteriores trenzas, esta es aplicable indistintamente tanto a hombres como mujeres.)

La trenza es frecuentemente utilizado como peinado complementario para otros peinados como la cola de caballo, la cola de rata, el moño y  el bollo. Otros peinados como el peinado de trenzas africanas o las colas de puerco (pigtails), dependen completamente de ellas, en este último peinado se hace una división en la mitad del cráneo para poder formar dos trenzas iguales en las partes laterales de la cabeza.

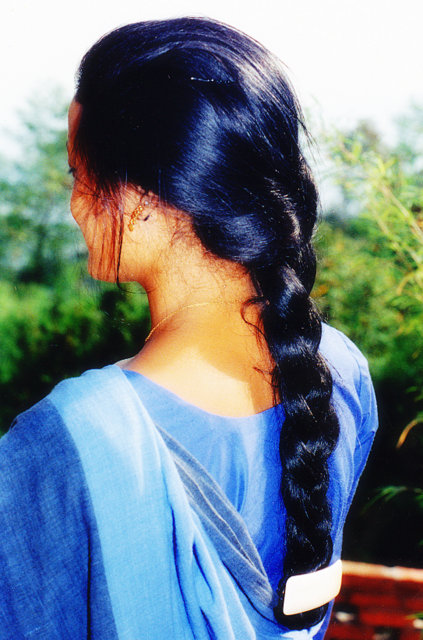
Trenza convencional
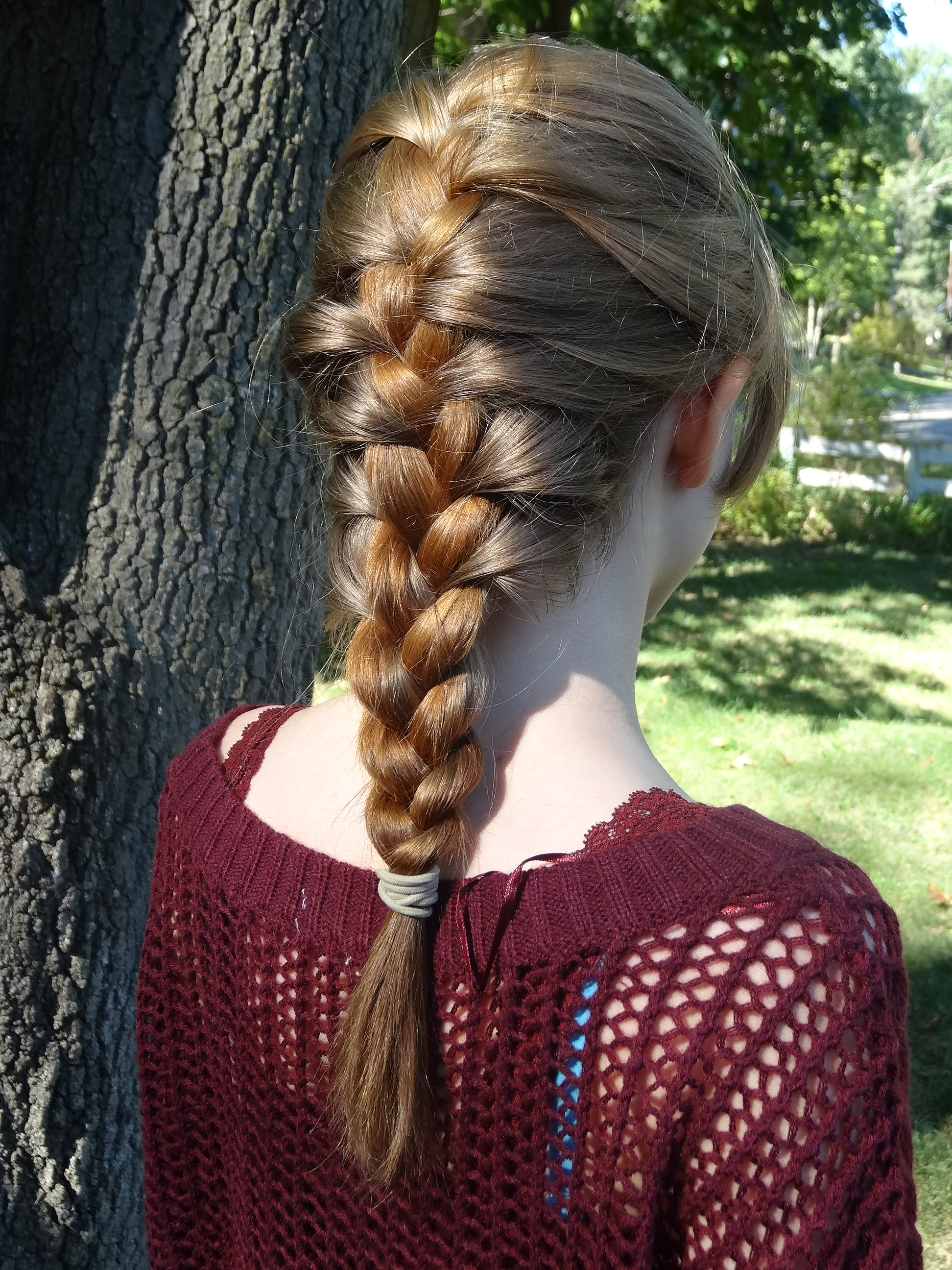
Trenza francesa
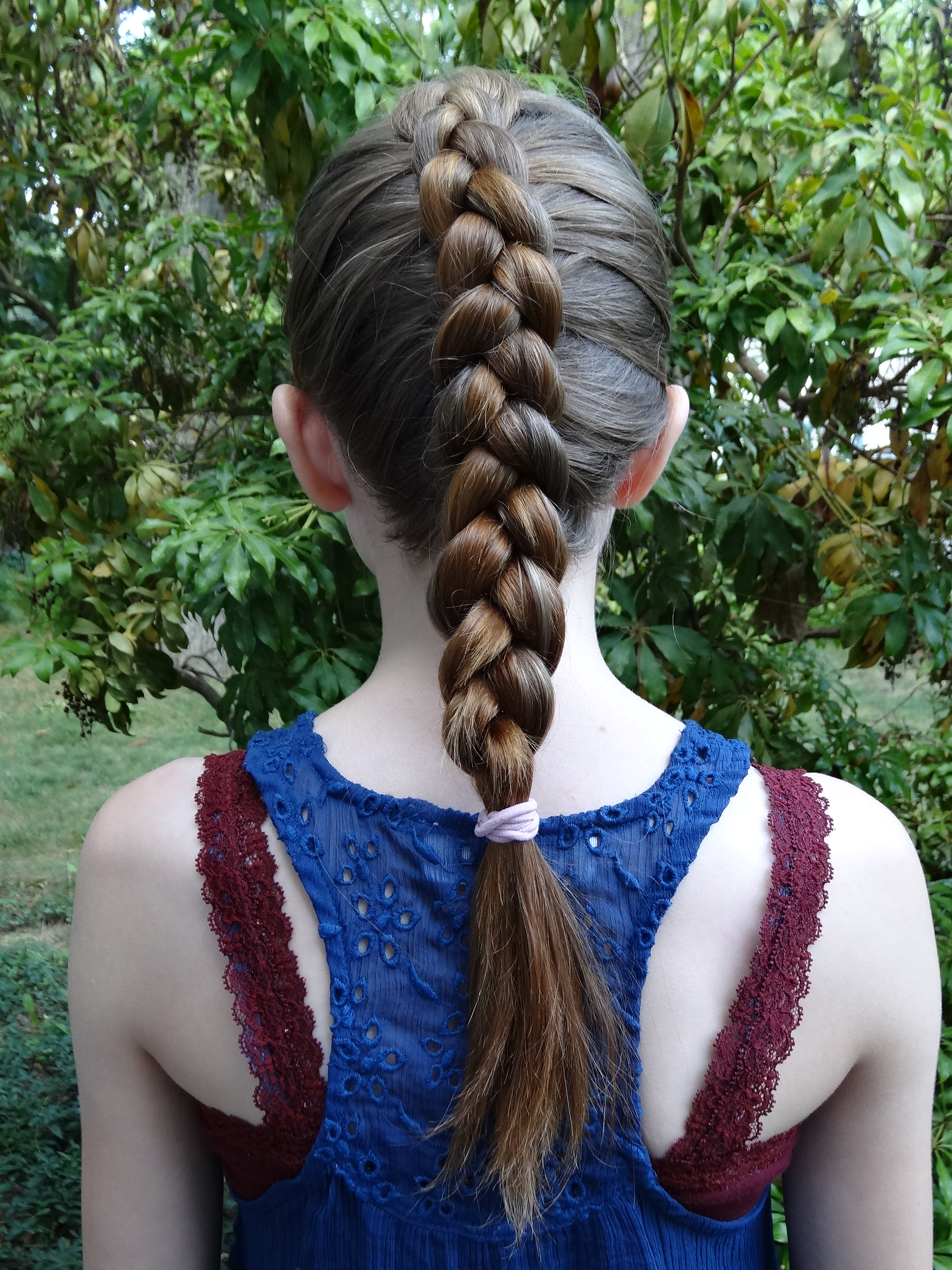
Trenza holandesa
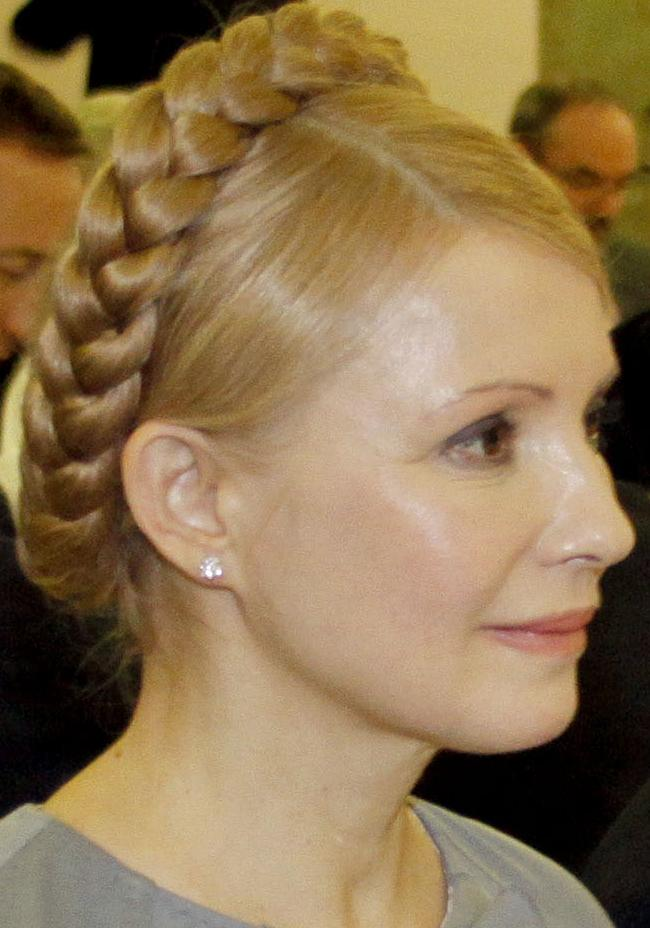
Yulia Tymoshenko con una corona de trenza
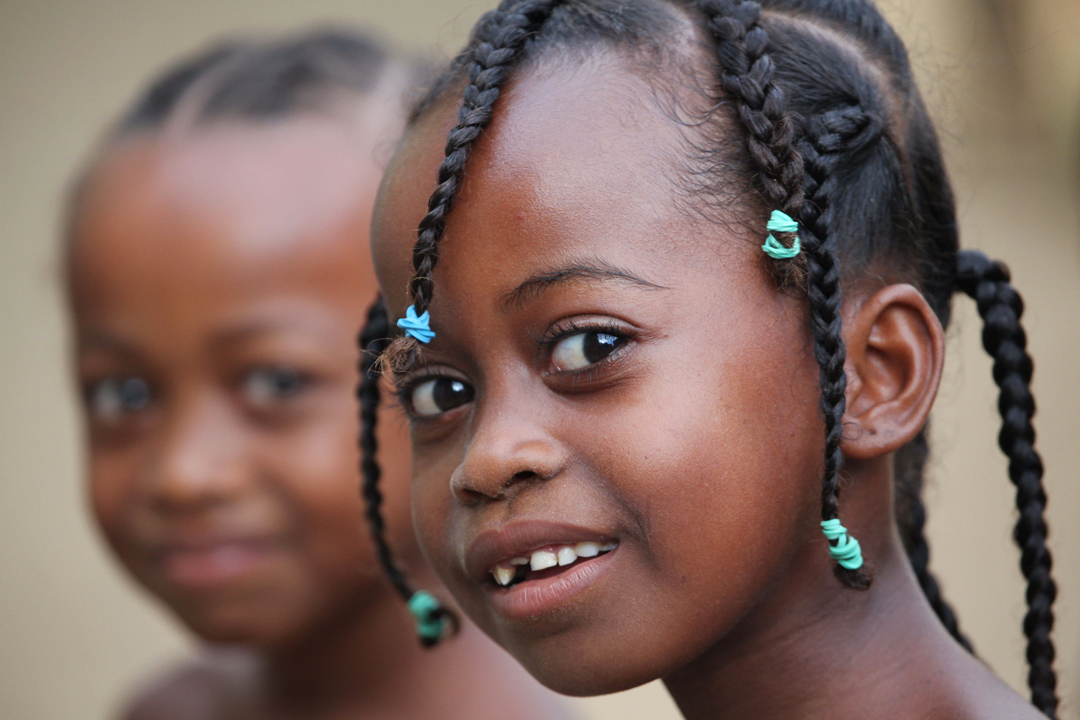
Trenzas africanas
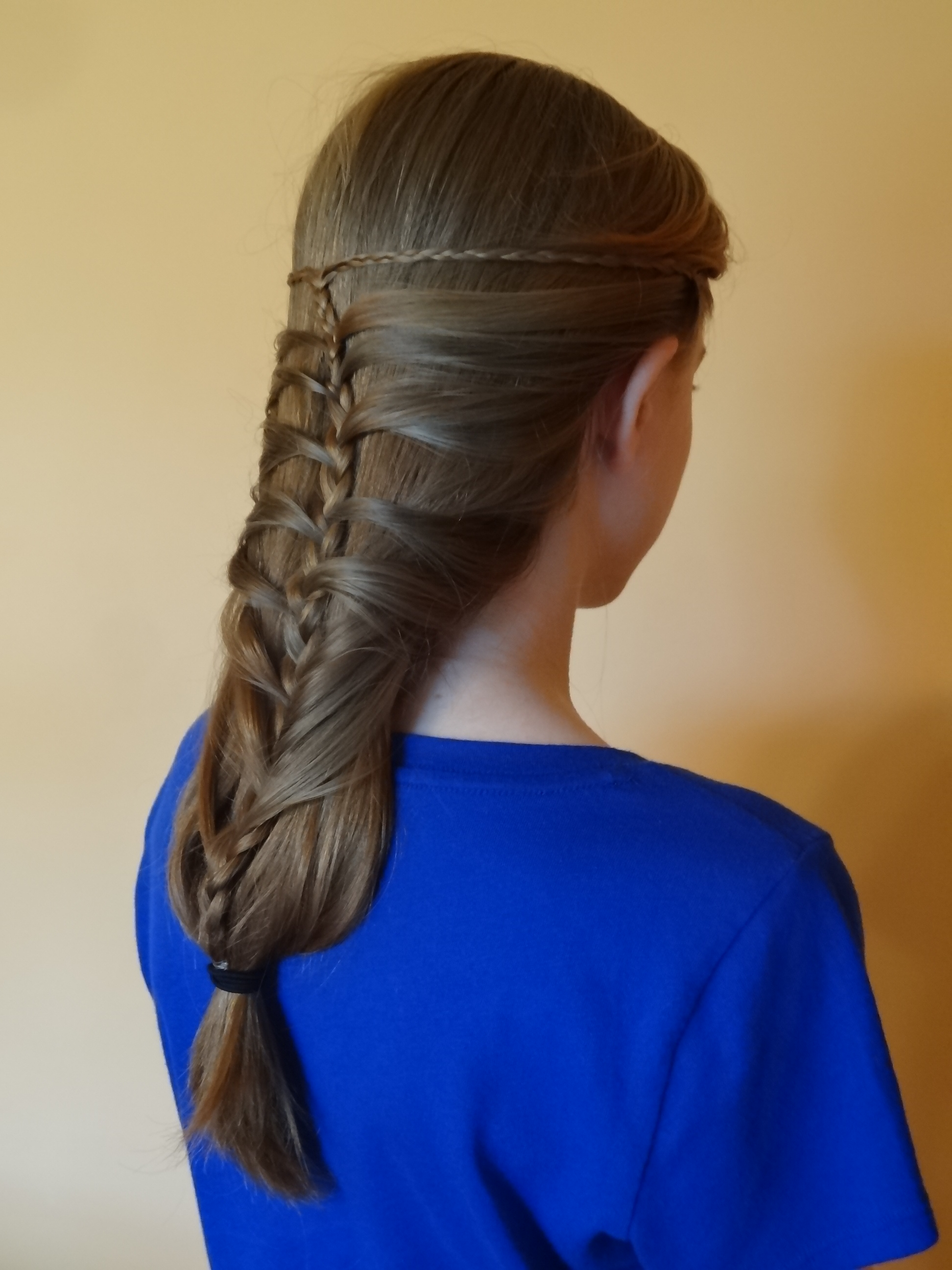
Trenza de sirena
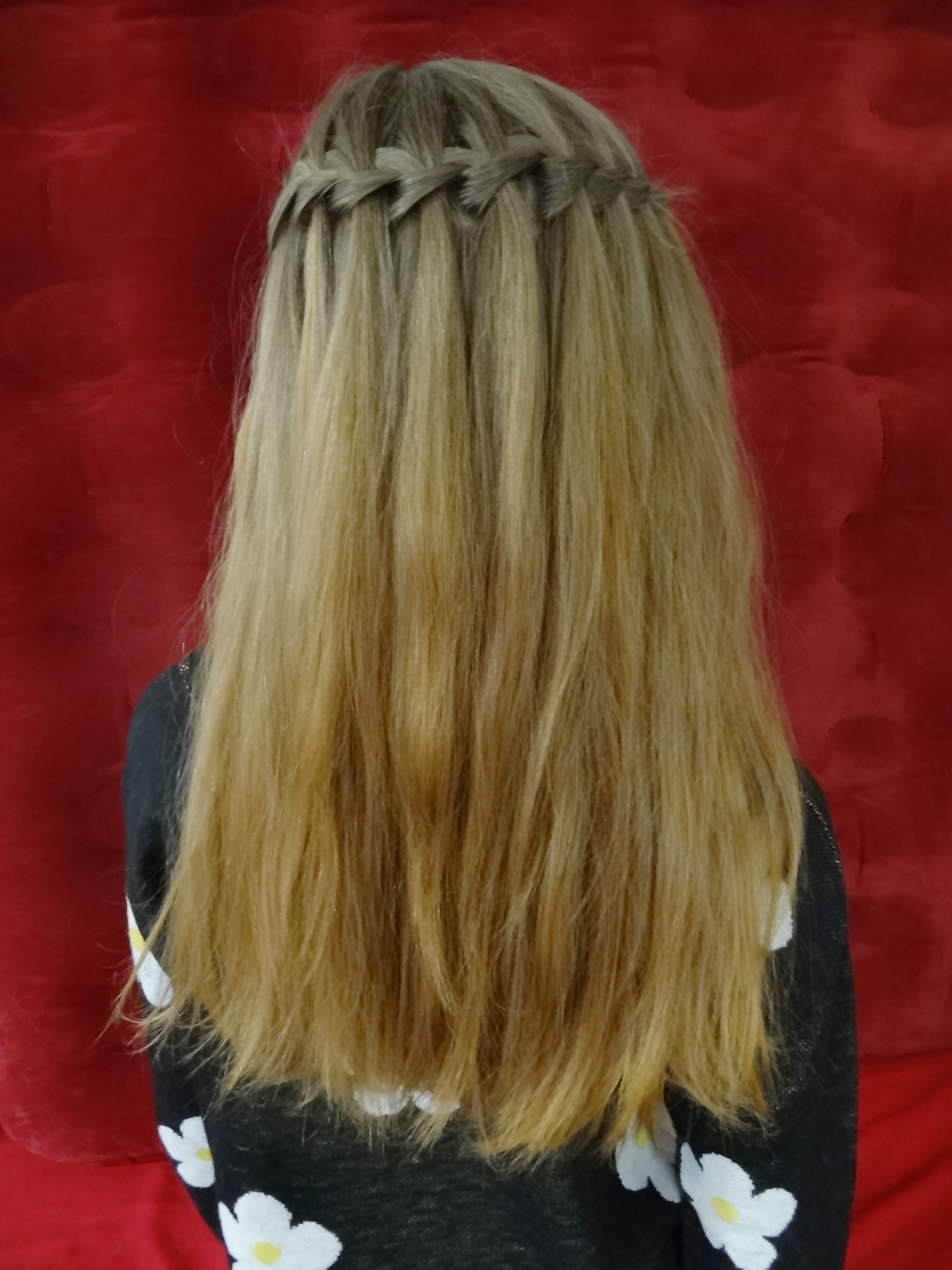
Trenza en cascada
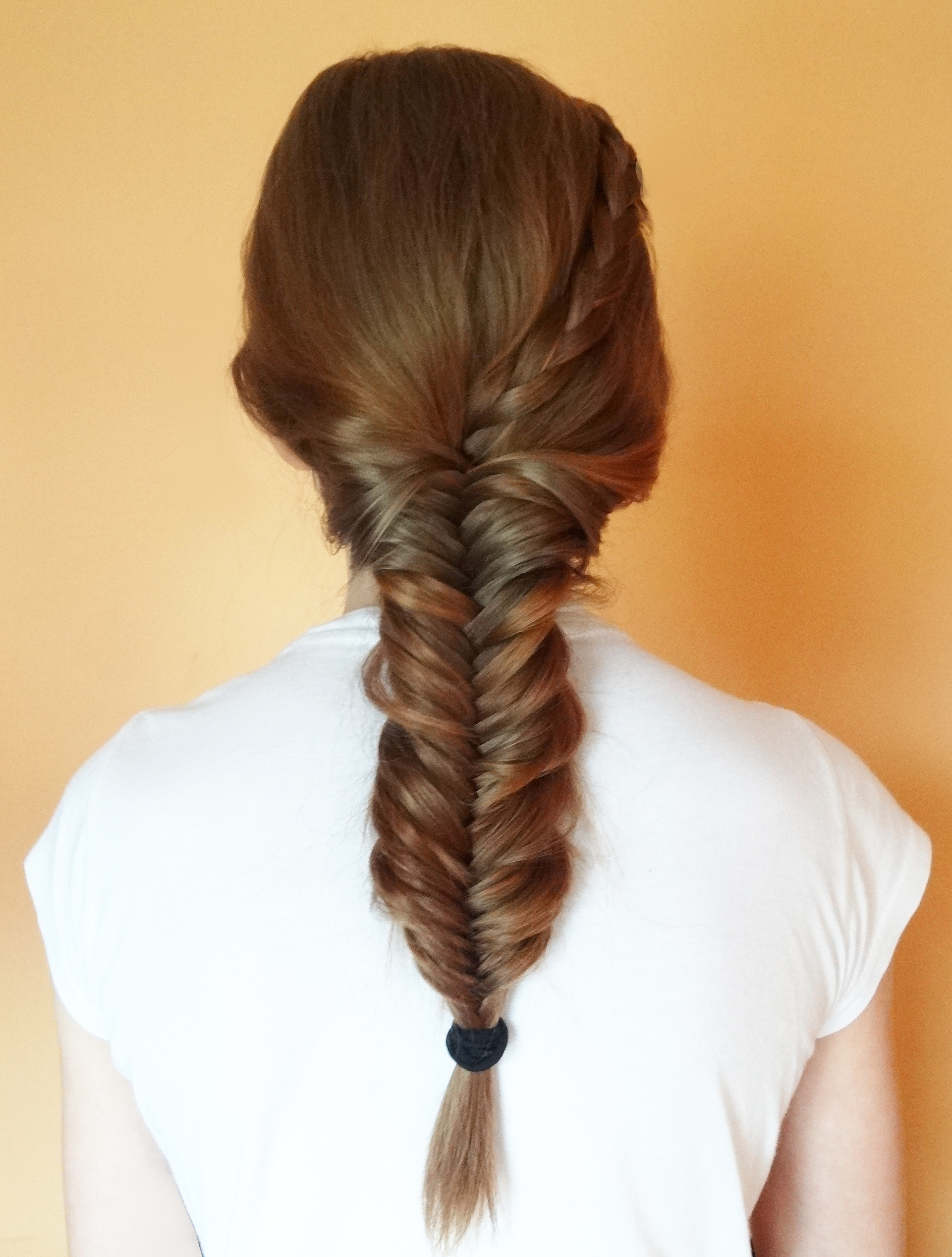
Trenza de cola de pescado
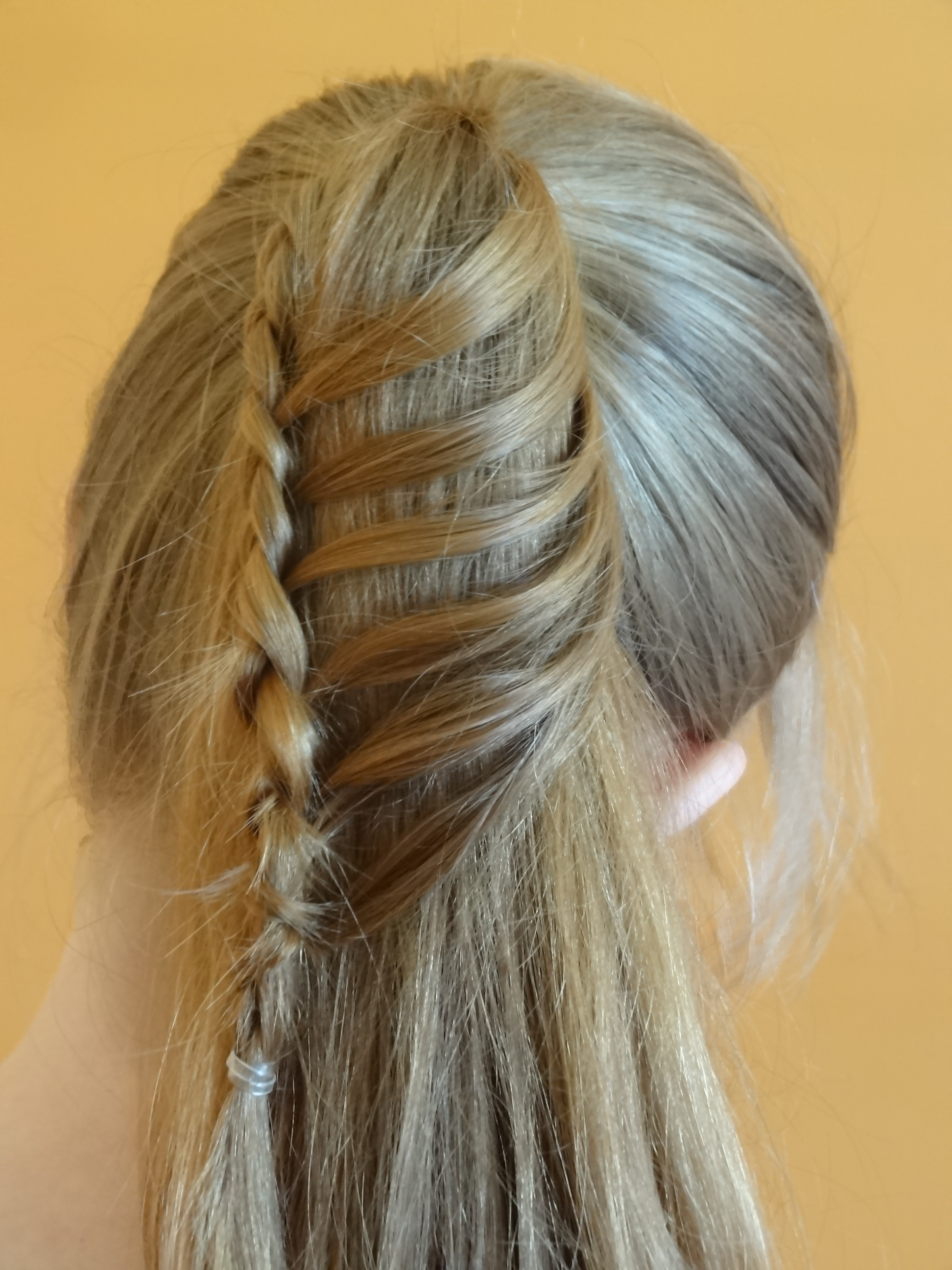
Trenza con cola de caballo
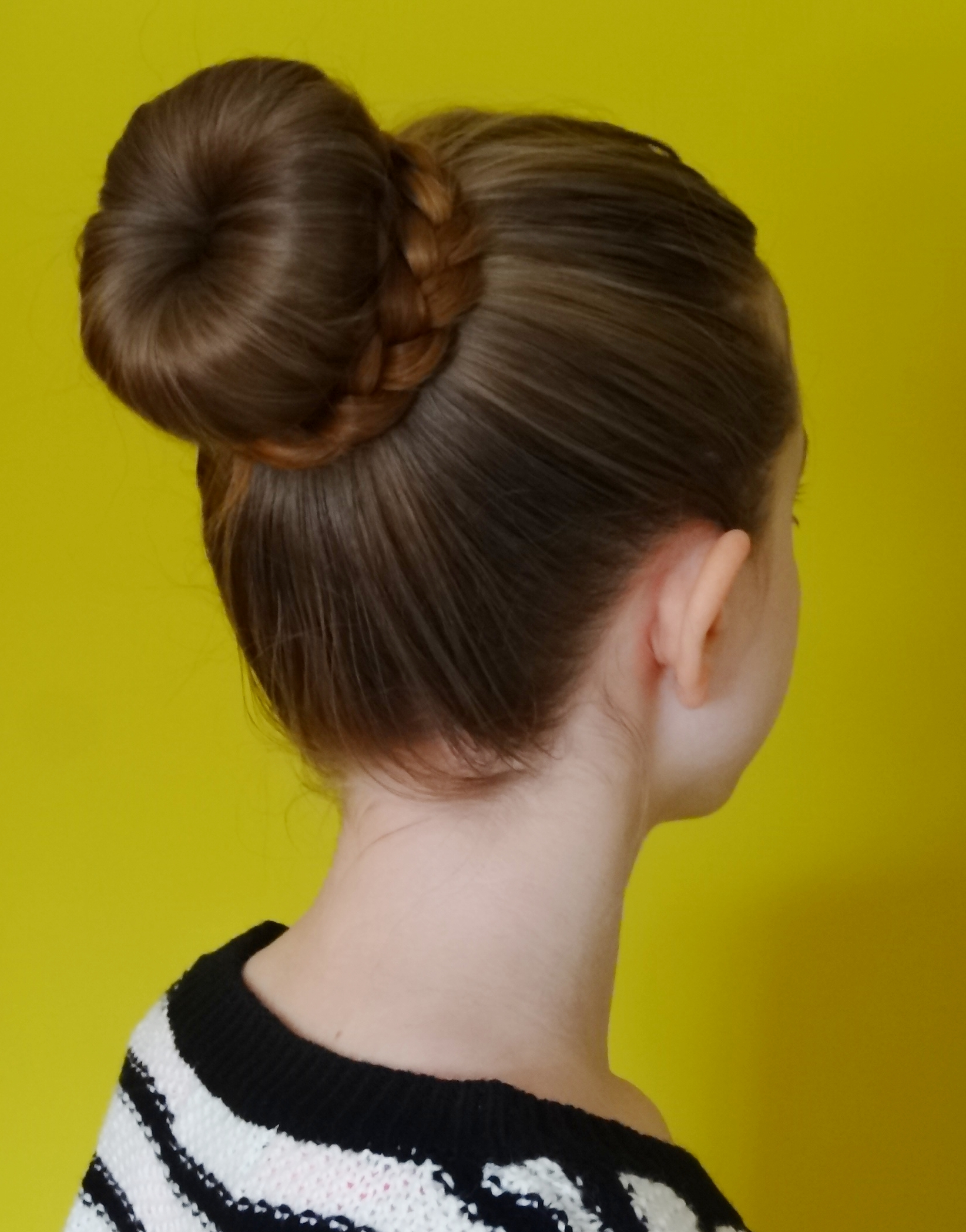
Trenza con moño
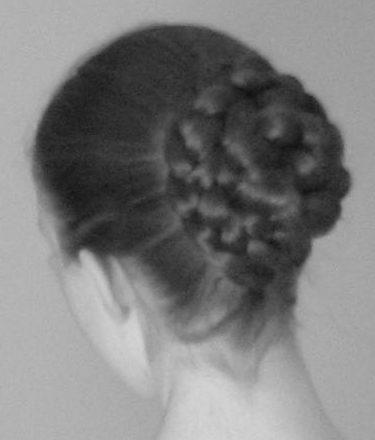
Rodete